# Barnard b
 (septembre 2024).
Étoile de Barnard b, ou informellement simplement Barnard b (aussi appelée GJ 699 b), est une exoplanète confirmée de type subterrestre et chaude qui orbite autour de l'étoile de Barnard dans la constellation d'Ophiuchus. L'étude la confirmant date d'août 2024 ; et son existence a été annoncée le 1er octobre 2024.
Cette dénomination a été reprise à une exoplanète qui avait été annoncée en novembre 2018, mais dont l'existence fut réfutée en juillet 2021. Cette précédente découverte fut faite par une équipe internationale d'astronomes, dont certains de l'Observatoire européen austral et de la Carnegie Institution for Science, a été officiellement annoncée dans la revue scientifique Nature le 14 novembre 2018,. C'était la première planète qui avait été proposée en orbite autour de l'étoile de Barnard, qui se trouve à juste un peu moins de six années-lumière de la Terre, depuis les découvertes avérées d'exoplanètes.

Cependant, des études plus récentes parues en 2021 et 2022 rejetèrent l'existence de cette planète. Elles ont analysé la variation observée de la vitesse radiale de l'étoile comme étant un artéfact dû à l'activité stellaire, plutôt que par la présence un compagnon en orbite,.

## Caractéristiques
Barnard b orbite autour de son étoile en 3,15 jours terrestres. C'est une planète chaude, dont la température d'équilibre vue de l'espace doit être de l'ordre de 125 °C.
Néanmoins, il est très probable qu'elle soit en rotation synchrone, vu la proximité à son étoile, la faible excentricité de son orbite et l'âge très avancé de ce système. Sa partie en nuit perpétuelle doit ainsi être très froide, alors que sa partie diurne est toujours chaude. Ce serait alors une planète de type globe oculaire. Il est en outre peu probable qu'elle ait une atmosphère, dû à sa faible masse et sa grande proximité à l'étoile naine rouge.

## Annonce et observations précédentes
En novembre 2018, l'annonce de l'existence d'une planète de type super-Terre a été proposée avec un taux de confiance de 99 %. L'équipe de recherche qui avait fait l'annonce poursuivit ses observations pour s'assurer qu'aucune variation improbable de la luminosité et du mouvement de l'étoile ne puisse expliquer cette découverte. Les télescopes terrestres auraient pu fournir une opportunité d'imagerie directe de la planète d'ici dix ans à partir de 2018.

### Caractéristiques présentées pour la super-Terre réfutée
La planète avait été étudiée par la méthode des vitesses radiales, la technique de chasse aux planètes la plus courante. Il a été confirmé qu'une « oscillation » observée dans le mouvement de l'étoile de Barnard avait une période d'environ 233 jours, ce qui correspond à un demi-grand axe de 0,4 UA pour un compagnon proposé. La masse minimale du corps planétaire probable a ensuite été déduite à environ 3,2 masses terrestres. L'analyse a été minutieuse et approfondie. L'astronome principal Ignasi Ribas fait remarquer que « nous avons utilisé les observations de sept instruments différents, couvrant 20 ans de mesures, ce qui en fait l'un des ensembles de données les plus importants et les plus complets jamais utilisés pour des études précises de vitesse radiale ».

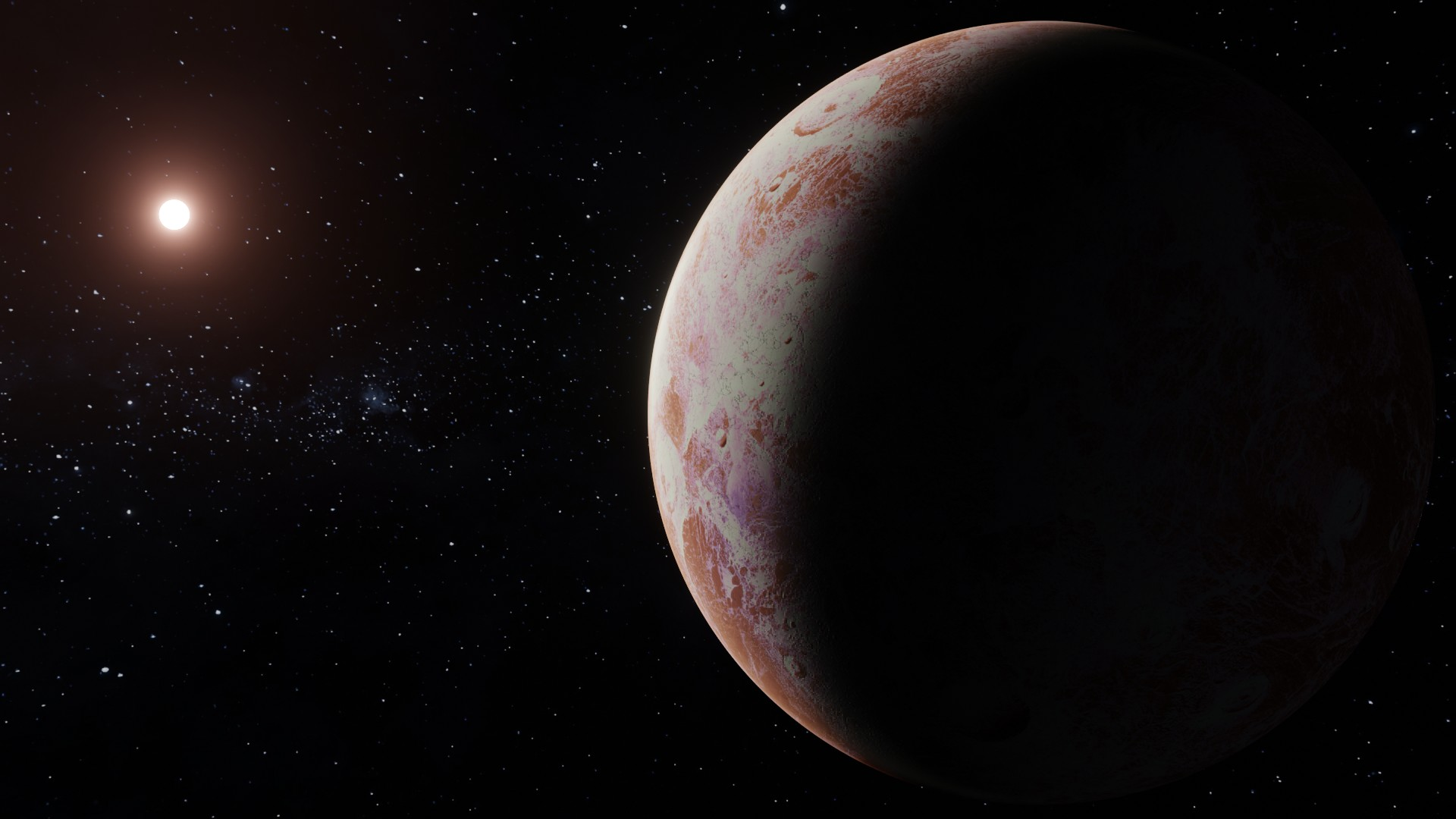
Vue d'artiste sur la planète Barnard b
orbitant l'étoile de Barnard.

Barnard b avait alors été présentée comme étant glacée avec des températures de surface d'environ −170 °C. Sa distance orbitale, bien que proche de l'étoile selon les normes du système solaire, est autour de la ligne de glace pour une naine rouge faible comme celle de l'étoile de Barnard. C'est le point où les composés volatils tels que l'eau se condensent pour former de la glace et donc en dehors de la zone habitable supposée où les températures permettent la présence d'eau liquide en surface.
Les astronomes s'attendaient à trouver d'autres planètes de ce genre car l'accrétion protoplanétaire est favorable dans cette plage de températures,.